# Cửa khẩu Hữu Nghị
Cửa khẩu Quốc tế Hữu Nghị là một cửa khẩu quốc tế của tỉnh Lạng Sơn, Việt Nam nằm trên biên giới Việt Nam – Trung Quốc, điểm nối tuyến đường cao tốc Nam Ninh – Hà Nội, là cầu nối quan trọng trong phát triển quan hệ kinh tế giữa Việt Nam và Trung Quốc. Tại cửa khẩu Hữu Nghị, Việt Nam đã cắm cột mốc 1116 có gắn quốc huy của 2 nước.
Cửa khẩu Quốc tế Hữu Nghị là điểm đầu của Quốc lộ 1 và đường cao tốc Bắc – Nam phía Đông thuộc vùng đất xã Đồng Đăng, tỉnh Lạng Sơn, Việt Nam, cách trung tâm tỉnh Lạng Sơn 17 km về phía Bắc, cách Hà Nội 171 km về phía Đông Bắc.

## Tên gọi
Cửa khẩu Hữu Nghị (phía Trung Quốc có Hữu Nghị Quan (tiếng Trung Quốc: 友誼關) tương ứng tạo thành cặp Cửa khẩu Quốc tế Hữu Nghị - Hữu Nghị Quan) thời phong kiến từng được gọi bằng các tên Lăng Quan, Đại Nam Quan, Giới Thủ Quan, Nam Quan. Năm 1953, cửa khẩu được đổi tên thành Mục Nam Quan. Đến năm 1965 thì đổi thành Cửa khẩu Quốc tế Hữu Nghị như ngày nay.

## Hoạt động
Cửa khẩu Quốc tế Hữu Nghị hiện nay được điều hành bởi Trung tâm Quản lý cửa khẩu Hữu Nghị - Bảo Lâm thuộc Ban Quản lý Khu kinh tế cửa khẩu Đồng Đăng - Lạng Sơn, tỉnh Lạng Sơn.
Cửa khẩu Quốc tế Hữu Nghị là một điểm quan trọng trong tuyến hành lang kinh tế Nam Ninh - Lạng Sơn - Hà Nội - Hải Phòng theo thỏa thuận của lãnh đạo cấp cao hai nước Việt Nam - Trung Quốc về chủ trương xây dựng "hai hành lang, một vành đai kinh tế", vị trí quan trọng của tuyến hành lang kinh tế Nam Ninh-Singapore, đóng vai trò quan trọng trong mối quan hệ giữa Trung Quốc, Việt Nam với các nước ASEAN và ngược lại.
Hàng năm, qua lại cặp Cửa khẩu Hữu Nghị - Hữu Nghị Quan có trên 30 ngàn lượt phương tiện hàng hóa (chưa bao gồm các loại phương tiện vận tải khác thực hiện giao, nhận hàng hóa tại khu vực cửa khẩu) và có từ 40 đến 50 ngàn lượt phương tiện chuyển tải hành khách tại khu vực cửa khẩu. Trung bình mỗi năm Hải quan Lạng Sơn làm thủ tục cho khoảng 100.000 bộ tờ khai hàng hóa xuất nhập khẩu.

## Quy hoạch xây dựng
Ban Quản lý khu kinh tế cửa khẩu Đồng Đăng - Lạng Sơn, Ủy ban Nhân dân huyện Cao Lộc, Ủy ban Nhân dân thị trấn Đồng Đăng đã công bố công khai, xác định mốc giới quy hoạch xây dựng cửa khẩu quốc tế Hữu Nghị ngoài thực địa.
Cửa khẩu Quốc tế Hữu Nghị được xây dựng trên diện tích 124 ha bao gồm cột km 0 Quốc lộ 1, hành lang xuất nhập cảnh, tòa nhà quản lý xuất nhập cảnh, quốc môn, khu giao dịch thương mại, quảng trường trung tâm. Tổng mức đầu tư cho dự án này trên 789 tỷ đồng.
Tổng mặt bằng khu quy hoạch cửa khẩu quốc tế Hữu Nghị được tổ chức thành 2 khu vực chức năng là khu đối ngoại bao gồm đường giao thông 6 làn xe; khu trung tâm bố trí tập trung các công trình chính của cửa khẩu với hệ thống giao thông được tổ chức thành 2 luồng riêng biệt dành cho luồng người xuất nhập cảnh và cho xuất nhập khẩu hàng hóa.
Các công trình lịch sử văn hóa trong cửa khẩu quốc tế Hữu Nghị là quần thể tái hiện một số công trình lịch sử như Nhà xứ, Đền sinh từ, Giếng nước, Dinh quan tổng trấn, Đền quan trấn ải, mang những dấu ấn lịch sử nơi biên cương Việt Nam.